# 1540.
◄ | 15. stoljeće | 16. stoljeće | 17. stoljeće | ►
◄ | 1510-ih | 1520-ih | 1530-ih | 1540-ih | 1550-ih | 1560-ih | 1570-ih | ►
◄◄ | ◄ | 1537. | 1538. | 1539. | 1540. | 1541. | 1542. | 1543. | ► | ►►
Arhitektura • Astronomija • Glazba • Kazalište • Kiparstvo • Knjige • Književnost • Kršćanstvo • Medicina • Politika • Pravo • Promet • Slikarstvo • Znanost

## Rođenja
- Francis Drake, engleski admiral i istraživač († 1596.)

## Vanjske poveznice
|  | Zajednički poslužitelj ima još gradiva o temi 1540. |